# Tell Me (What Is Love)
«Tell Me (What Is Love)» es una canción interpretada por D.O., integrante del grupo surcoreano Exo, en colaboración con el productor de SM Entertainment, Yoo Young-jin. Fue lanzada el 19 de febrero de 2016 a través de SM y KT Music, como el segundo sencillo del proyecto digital SM Station.
Al año siguiente, el sencillo fue incluido en el álbum recopilatorio SM Station Season 1.

## Antecedentes
El 27 de enero de 2016, Lee Soo-man, fundador de SM Entertainment, presentó el proyecto digital musical SM Station. La iniciativa proponía publicar colaboraciones cada semana durante un año, reuniendo a artistas de SM con músicos, productores y compositores. Taeyeon, integrante de Girls' Generation, inauguró el proyecto el 3 de febrero con la canción de jazz, «Rain».
El 17 de febrero, SM anunció que D.O., sería el segundo participante del proyecto. En esa entrega, colaboró con el productor Yoo Young-jin en el tema «Tell Me (What Is Love)». La compañía lanzó la canción digitalmente a la medianoche del 19 de febrero.

## Posicionamiento en listas
| Lista (2016)                              | Mejor posición |
| ----------------------------------------- | -------------- |
| Corea del Sur (Gaon)                      | 12             |
| Estados Unidos (World Digital Song Sales) | 2              |

## Créditos y personal
- Créditos adaptados del fotolibro de SM Station Season 1.[7]

Estudio
- SM Booming System – grabación, edición digital, mezcla
- Sonic Korea – masterización

Personal
- SM Entertainment – productor ejecutivo
- Lee Soo-man – productor
- Yoo Young-jin – productor, letrista, compositor, arreglista, voz principal, coros, director vocal, sintetizador, edición digital, ingeniería de mezcla, mezcla
- Do Kyung-soo – voz principal, coros
- Sam Lee – guitarra
- Jeon Hoon – masterización

## Historial de lanzamiento
| Región | Fecha                 | Formato                     | Distribuidora |
| ------ | --------------------- | --------------------------- | ------------- |
| Varios | 19 de febrero de 2016 | Descarga digital, streaming | SM, KT Music  |